# Pascal Brioist
Pascal Brioist (né le 17 septembre 1962 à Abbeville) est un historien français. Il est spécialiste de Léonard de Vinci, de la Renaissance, et des sciences et techniques à l'époque moderne.
Il enseigne à l'université de Tours et au Centre d'études supérieures de la Renaissance.

## Biographie
Pascal Brioist naît en 1962. Il fait ses classes préparatoires aux lycées Chaptal et Jules Ferry. Il passe ensuite une double-licence d'histoire et de philosophie à l'université de la Sorbonne, avant de faire une maîtrise d'histoire sous la direction de Daniel Roche et Marcel Lachiver (La sociabilité dans le Vimeu au XVIIIe siècle).
Il est lauréat du CAPES d'histoire-géographie en 1985. Il obtient une bourse Lavoisier à l'Institut universitaire européen de Florence, et réalise une thèse dans le cadre de cette institution, sous la houlette de l'EHESS, et ce sous la direction de Daniel Roche et Dominique Julia. Il devient docteur en 1993, avec une thèse intitulée Les cercles Intellectuels à Londres de 1580 à 1680. Il est lauréat en 1994 de l'agrégation externe d'histoire. 
Il enseigne à l'université de Tours, et au Centre d'études supérieures de la Renaissance. Il est par ailleurs vice-président du CAPES d'histoire-géographie depuis 2013.

## Recherches

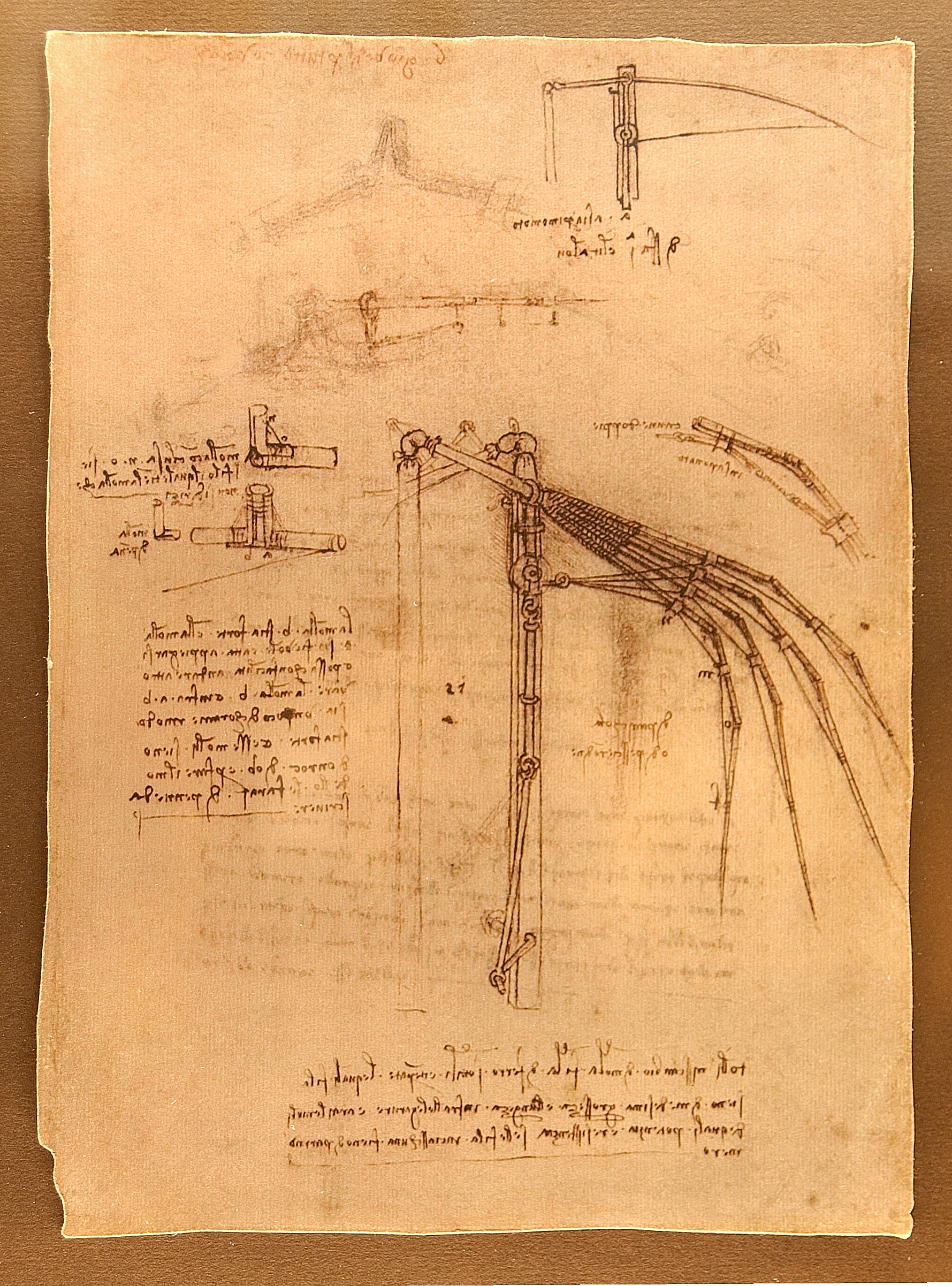
Aile avec extrémité mobile, Plume et encre sur papier, extrait du Codex Atlanticus, f.844r, par Léonard de Vinci.

Pascal Brioist est spécialiste de Léonard de Vinci, auquel il a consacré en 2013 un ouvrage traitant de ses travaux d'ingénieur et de scientifique dans le domaine militaire (Léonard de Vinci, homme de guerre),,, et un autre en 2019, intitulé Les audaces de Léonard de Vinci,,. Il rédige en 2011 la Documentation photographique consacrée au savant, titrée Léonard de Vinci : arts, sciences et techniques. Il a aussi réalisé en 2002 la conception scientifique du parc du Château du Clos Lucé, à Amboise, consacré à Léonard de Vinci,.
Il dirige la réédition des carnets de Léonard de Vinci, publiée à l'occasion des 500 ans de sa mort, en octobre 2019, chez Gallimard,,.
Il organise en 2015 une célébration de la reconstitution de la bataille de Marignan orchestrée par Léonard de Vinci en 1518, pour François Ier,.
Il est par ailleurs spécialiste de la Renaissance, et de l'histoire des sciences et des techniques à l'époque moderne.

## Publications

### Ouvrages
- Espaces maritimes au XVIIIe siècle, Neuilly, Atlande, coll. « Clefs concours. Histoire moderne », 1997, 255 p. (ISBN 2-912232-00-7).
- Croiser le fer : violence et culture de l'épée dans la France moderne (XVIe–XVIIIe siècle)  (avec Hervé Drévillon et Pierre Serna), Seyssel, Champ Vallon, coll. « Époques », 2002, 429 p. (ISBN 2-87673-352-8). Recensions :
  - Jean-Paul Bertaud, « Pascal BRIOIST, Hervé DREVILLON et Pierre SERNA, Croiser le fer. Violence et culture de l'épée dans la France moderne (XVIe–XVIIIe siècle). Seyssel, Champ Vallon, 2002, 429 p. », Annales historiques de la Révolution française, no 330,‎ octobre-décembre 2002, p. 191–192 (ISSN 0003-4436, lire en ligne, consulté le 12 octobre 2019).
  - Claude Chauchadis, « Pascal Brioist, Hervé Drevillon, Pierre Serna, Croiser le fer. Violence et culture de l'épée dans la France moderne (XVIe–XVIIIe siècle) , Seyssel, Champ Vallon, 2002, 514 p., 32 €. », Revue d'histoire moderne et contemporaine, no 53,‎ janvier-mars 2006, p. 196 (ISSN 0048-8003 et 1776-3045, DOI 10.3917/rhmc.531.0196, lire en ligne, consulté le 12 octobre 2019).
- La Renaissance, 1470-1570, Neuilly, Atlande, coll. « Clefs concours. Histoire moderne », 2003, 576 p. (ISBN 2-912232-29-5).
- L'Atlantique au XVIIIe siècle, Neuilly, Atlande, coll. « Clefs concours. Histoire moderne », 2007, 223 p. (ISBN 978-2-35030-038-2).
- Léonard de Vinci : arts, sciences et techniques, La Documentation française, 64 p., 2011, collection La Documentation photographique.
- Léonard de Vinci, homme de guerre, Paris, Alma éditions, 357 pages, 2013, Essai/Art, 978-2-36279-070-6.
- Les audaces de Léonard de Vinci, Paris, Stock, 500 p. 2019.
- Histoire dessinée de la France t. 9 : En âge florissant : De la Renaissance à la Réforme, bande dessinée illustrée par Anne Simon, Paris, La Découverte et La Revue dessinée, 2020.
- François Ier, Paris, PUF, coll. « Biographies », 2020, 149 p. (ISBN 978-2-13-082218-9).

### Direction d'ouvrages
- Les rêves mécaniques : ... des croquis aux machines de Léonard de Vinci Rombas, Office municipal de la Culture, 101 p., 2008 (catalogue[17])
- Le prince et les arts, XIVe – XVIIIe siècles, France et Italie, avec Patrick Boucheron, Mélanie Traversier, et Delphine Carrangeot, Paris, Atlande, 2010, France. 2010
- Marignan 1515/2015, France. 142 p., 2015[16]
- Louise de Savoie (1476-1531), avec Laure Fagnard et Cédric Michon, France. Presses universitaires François Rabelais - Presses universitaires de Rennes, 304 p., 2015, Renaissance, 978-2-86906-391-4[18]
- Da Vinci Touch, avec Hoëlle Corvest et Christian Bessigneul, France. Cité des sciences et de l'industrie, 48 p., 2015, 978-2-86842-180-7
- La table de la Renaissance. Le mythe italien, avec Florent Quellier (dir.), Presses universitaires François-Rabelais - Presses universitaires de Rennes, 258 p., 2018, Tables des hommes, 978-2-7535-7406-9
- Le grand détournement : comment Zemmour falsifie l'histoire, Neuilly, Atlande, coll. « Coups de gueule et engagement », 2022, 191 p. (ISBN 978-2-35030-793-0).